# دعم المملكة المتحدة لإسرائيل في الحرب الفلسطينية الإسرائيلية 2023

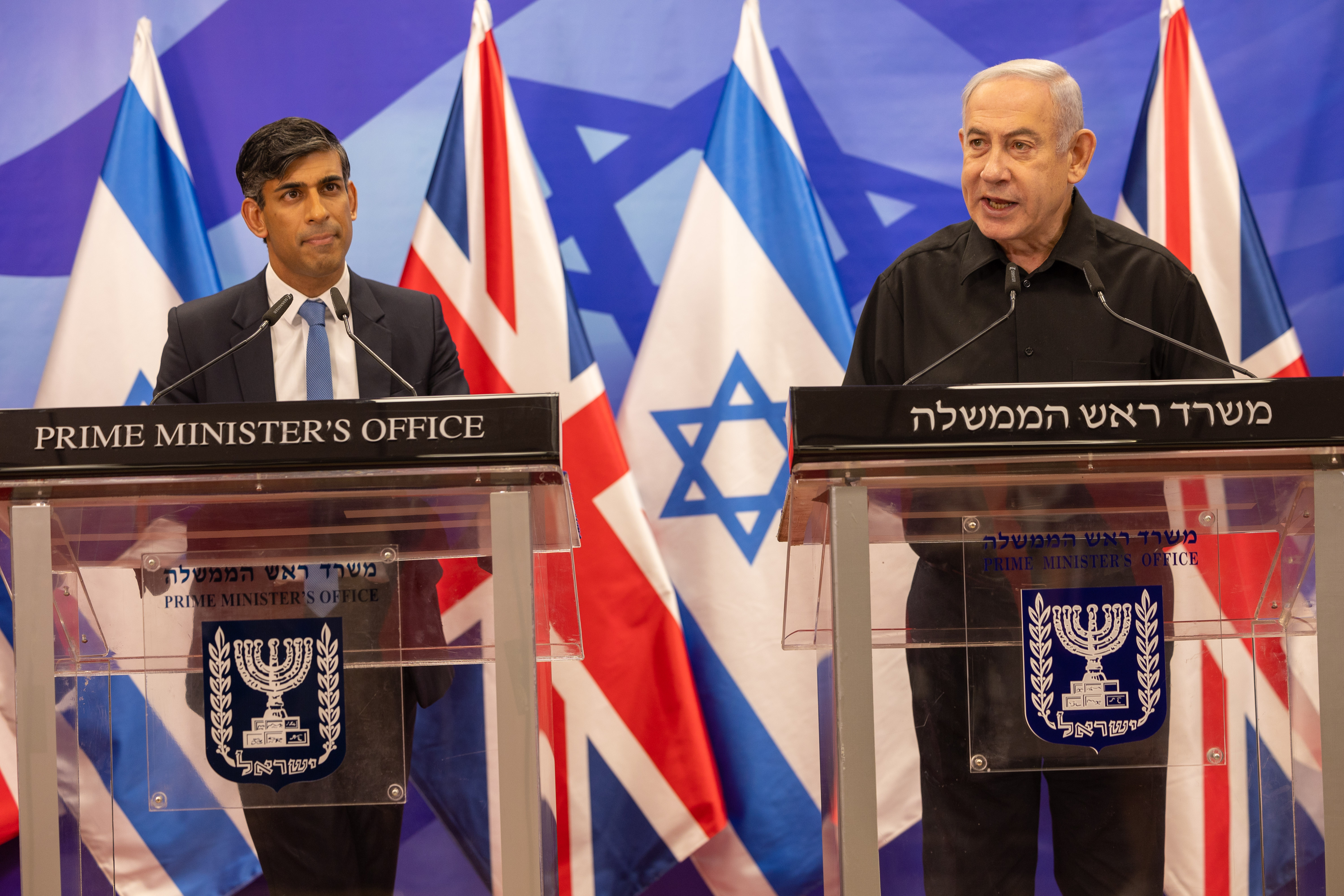
رئيس الوزراء البريطاني ريشي سوناك يلتقي رئيس الوزراء الإسرائيلي بنيامين نتنياهو في القدس، في 19 أكتوبر 2023.

عقب اندلاع الحرب بين إسرائيل وحماس في 7 أكتوبر 2023، قدمت المملكة المتحدة دعمًا عسكريًا ودبلوماسيًا واسعًا لإسرائيل. وفي استجابة للهجوم الذي قادته حماس على إسرائيل في عام 2023، أكد رئيس الوزراء البريطاني ريشي سوناك أن المملكة المتحدة "تقف بشكل لا لبس فيه" مع إسرائيل. كما أصدرت المملكة المتحدة "إدانة لا لبس فيها" للجماعة الفلسطينية المسلحة حماس، ونشرت أفرادًا ومعدات من القوات المسلحة البريطانية في شرق البحر الأبيض المتوسط لدعم إسرائيل.
تتضامن المملكة المتحدة بشكل كبير مع الولايات المتحدة خلال الصراع، حيث قدمت الأخيرة أيضًا دعمًا كبيرًا لإسرائيل، وامتنعت عن التصويت على ثلاث قرارات وقف إطلاق النار التي طرحتها مجلس الأمن الدولي، والتي تدعو إلى وقف إنساني لإطلاق النار في غزة. وقد أدى هذا الموقف إلى مواجهة المملكة المتحدة عزلة متزايدة مع الولايات المتحدة وإسرائيل مع تصاعد الدعوات العالمية لوقف إطلاق النار. وقد أعرب الوزراء البريطانيون علنًا عن تأييدهم لأوامر الإخلاء القسري الإسرائيلية والعقاب الجماعي غير القانوني لقطاع غزة، دون إدانة أي من سياسات إسرائيل على الرغم من ارتفاع عدد الضحايا.

## التمويل العسكري
استخدمت إسرائيل أسلحة مزودة من قبل بريطانيا في الحرب. 15% من مكونات كل طائرة مقاتلة إسرائيلية من طراز F-35 تُصنعها شركات بريطانية، بما في ذلك بي أيه إي سيستمز.
وفقًا لحملة ضد تجارة الأسلحة، منحت المملكة المتحدة تراخيص تصدير أسلحة إلى إسرائيل بلغت قيمتها 574 مليون جنيه إسترليني (727 مليون دولار) منذ عام 2008، بما في ذلك 42 مليون جنيه إسترليني (53 مليون دولار) في عام 2022. على الرغم من تزايد الدعوات من مختلف المنظمات الدولية، وأكثر من 600 عضو من مهنة القانون البريطانية، وثلاثة قضاة بريطانيين سابقين كبار يجادلون بأن مبيعات الأسلحة البريطانية لإسرائيل تنتهك القانون الدولي، قال وزير الخارجية ديفيد كاميرون في 9 أبريل 2024، إن المملكة المتحدة لن توقف مبيعاتها من الأسلحة إلى إسرائيل. انتقدت منظمات حقوق الإنسان الدولية مثل هيومن رايتس ووتش المملكة المتحدة لدعمها العسكري والدبلوماسي لإسرائيل، بحجة أن هذا الدعم قد يجعل المملكة المتحدة شريكة في جرائم الحرب والإبادة الجماعية الإسرائيلية. اعتبارًا من أبريل 2024، يُقدر أن الصراع قد أسفر عن مقتل أكثر من 34,000 فلسطيني.

## اللوبي المؤيد لإسرائيل
كشفت Declassified UK أن 20% من أعضاء البرلمان من حزب العمال تلقوا تمويلاً من مجموعات أو أفراد مؤيدين لإسرائيل، بلغ إجماليه 280,000 جنيه إسترليني في شكل تبرعات.

## استطلاعات الرأي

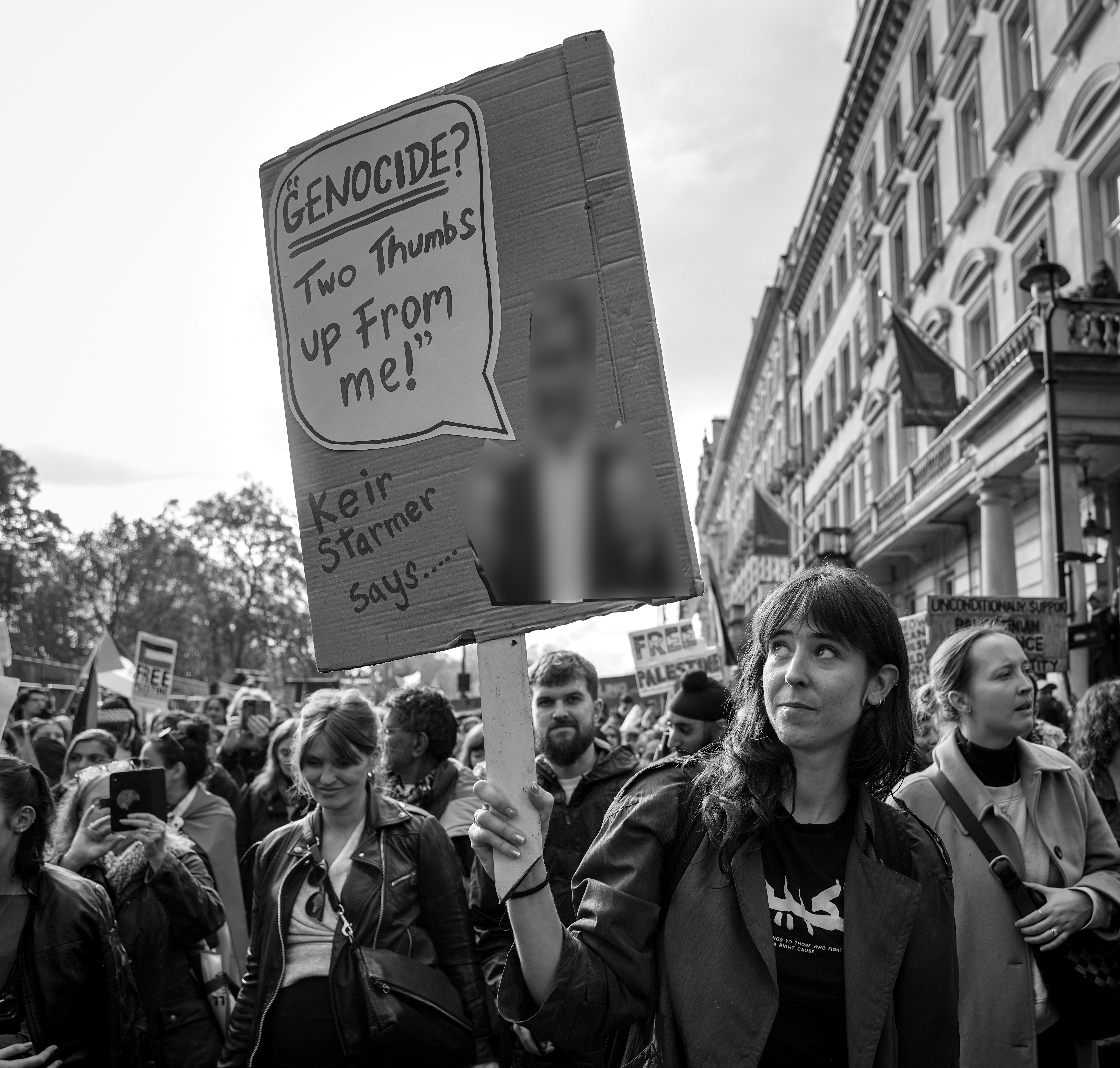
خلال مظاهرات في لندن. تذكير كير ستارمر بأنه قد يكون شريكًا في الإبادة الجماعية

وفقًا لاستطلاع رأي أجرته يوجوف في ديسمبر 2023 بتكليف من المساعدة الطبية للفلسطينيين ومجلس التفاهم العربي البريطاني، يعتقد 71% من الجمهور البريطاني أنه يجب بالتأكيد (48%) أو على الأرجح (23%) أن يكون هناك وقف فوري لإطلاق النار في غزة، بينما يعتقد 12% فقط أنه لا يجب بالتأكيد (6%) أو على الأرجح (6%) أن يكون هناك وقف فوري لإطلاق النار. بالإضافة إلى ذلك، أظهر الاستطلاع أن 17% من الجمهور البريطاني يوافقون على تعامل الحكومة البريطانية مع الصراع، بينما يوافق 9% فقط على تعامل حزب العمال المعارض مع الصراع، مما يكشف عن "انعدام تام للثقة العامة في طريقة تعامل كل من الحكومة البريطانية وحزب العمال مع هذا الأمر".